# Estación de Daours
La estación de Daours es una estación ferroviaria francesa, de la línea férrea París-Lille, situada en la comuna de Daours, en el departamento de Somme. Por ella transitan únicamente trenes regionales que unen Amiens con el norte de Francia.

## Situación ferroviaria
La estación se encuentra en el punto kilométrico 136,080 de la línea férrea París-Lille. 

## Historia
Fue inaugurada en la segunda mitad del siglo XIX por parte de la Compañía de ferrocarriles del Norte. En 1937, la estación pasó a ser explotada por la SNCF.

## La estación
La pequeña estación se configura como un simple apeadero, de hecho sólo uno de los andenes cuenta con un pequeño refugio para los viajeros. Dispone de dos vías y de dos andenes laterales. El cambio de vía se realiza gracias a una pasarela metálica. 

## Servicios ferroviarios

### Regionales
- Línea Amiens - Lille.
- Línea Amiens - Albert.